# 南安府
南安府，明朝清朝的府，在今江西省赣州市境。

南安府在江西省的位置（1820年）

荷兰人约翰·纽霍夫在1665年所画的南安府风景图

元朝成为南安路，属于江西行省，治所在大庾县（今江西省大余县），领大庾、南康（今江西省南康区）、上犹（今江西省上犹县）三县。龙凤十一年（1365年，乙巳年），朱元璋设立为南安府，下辖四个县：大庾、南康、上犹、崇义（自前3县析置）。清朝沿用，评价：冲，繁。民国，全国废府，故废。

## 延伸阅读
[在维基数据编辑]
 《欽定古今圖書集成·方輿彙編·職方典·南安府部》，出自陈梦雷《古今圖書集成》